# Виллерцелль
Виллерцелль (нем. Willerzell) — населённый пункт в Швейцарии, в кантоне Швиц.
Входит в состав округа Айнзидельн. Находится в составе коммуны Айнзидельн.

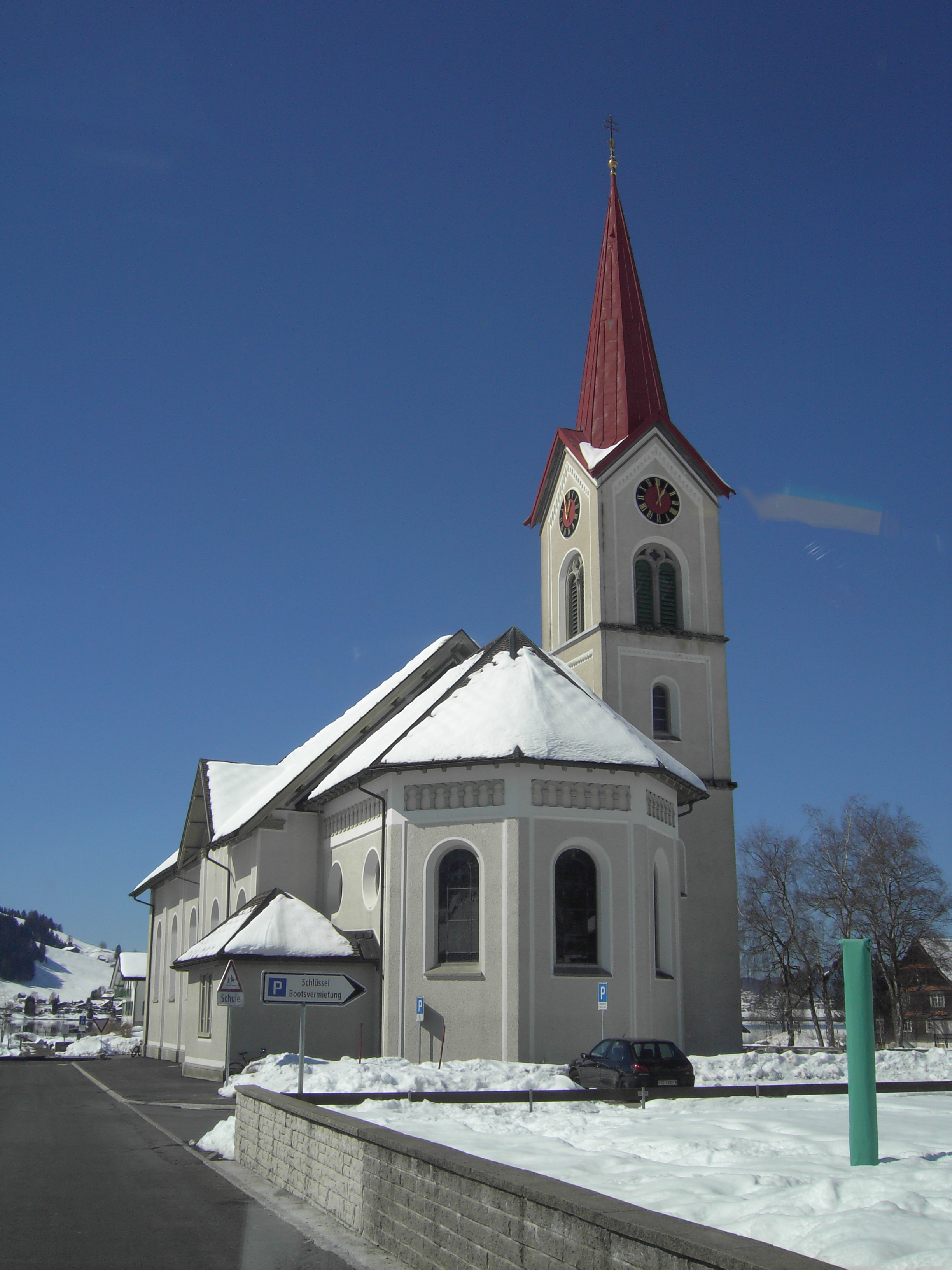
Местная церковь

## Известные уроженцы
- Харро фон Зенгер — синолог и юрист, автор популярной монографии о тридцати шести стратагемах.